# موتور گازی

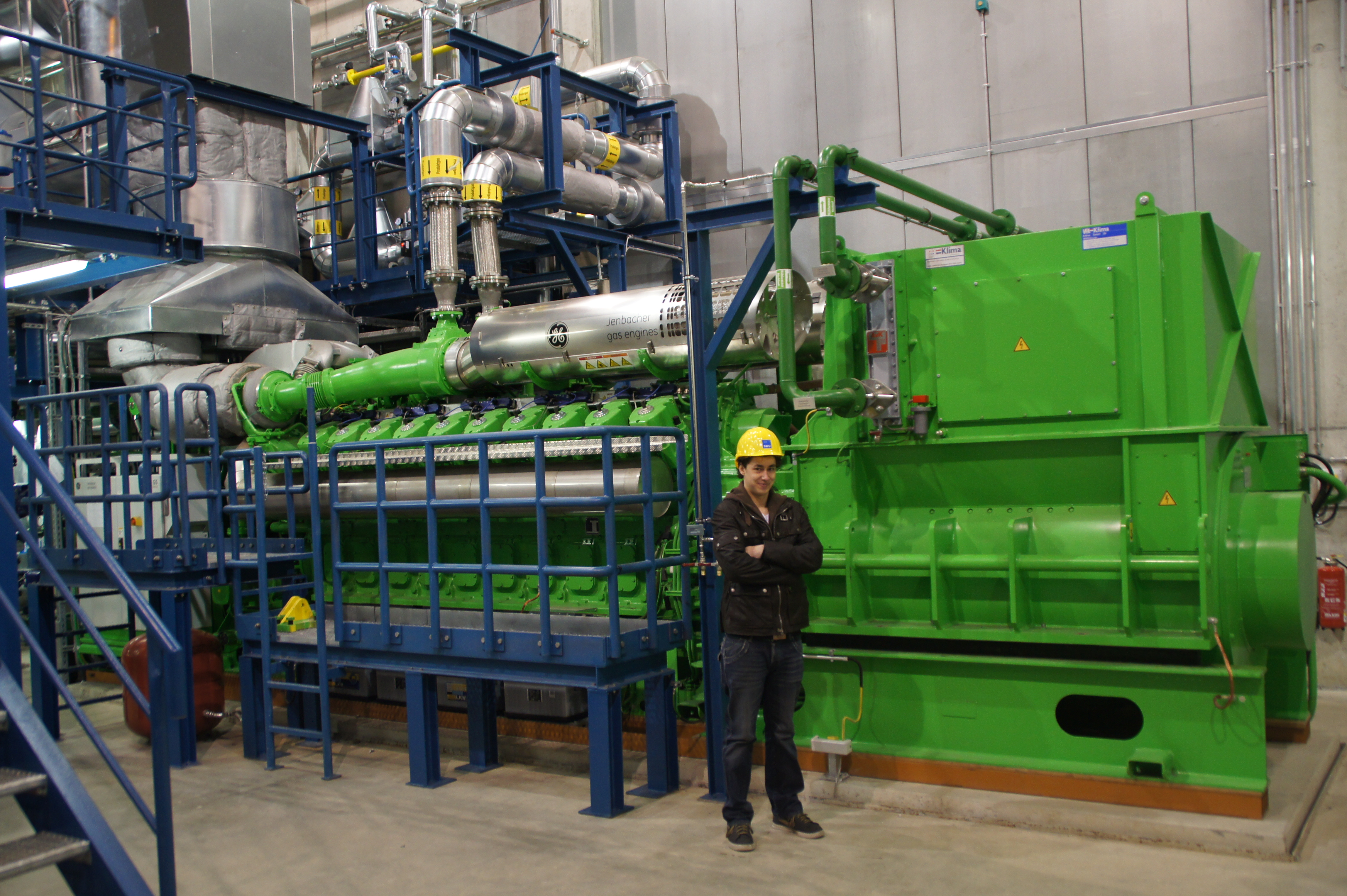
موتور گازی ساخت جنباخر

موتور گازی، (به انگلیسی: Gas engine) گونه‌ای موتور درون‌سوز است که با استفاده از سوخت گازی مانند گاز زغال سنگ، گاز تولیدکننده، زیست‌گاز، گاز زباله یا گاز طبیعی کار می‌کند. در کشور انگلستان، این گونه موتور اصطلاح متعارفی است. اما در ایالات متحده، به‌دلیل استفاده گسترده از کلمه «گاز» به عنوان مخفف بنزین، چنین موتورهایی ممکن است با عنوان موتور با سوخت گازی یا موتور گاز طبیعی یا موتور اشتعال جرقه‌ای نامیده شود.
به‌طور کلی، اصطلاح موتور گازی به یک موتور صنعتی سنگین اشاره می‌شود که قادر است به‌طور پیوسته در بار کامل برای دوره‌های نزدیک به مقدار زیادی از ۸٬۷۶۰ ساعت در سال، بر خلاف موتورهای بنزینی خودرو، که وزن سبکی دارند، و برای رانندگی طراحی شده‌است و معمولاً برای کار بیش از ۴٬۰۰۰ ساعت در تمام عمر خود استفاده نمی‌شود. معمولاً این موتورها دارای توان‌های معمولی از ۱۰ کیلو وات (۱۳ اسب‌بخار) تا ۴ مگاوات (۵٬۳۶۴ اسب‌بخار) هستند.

## سازندگان

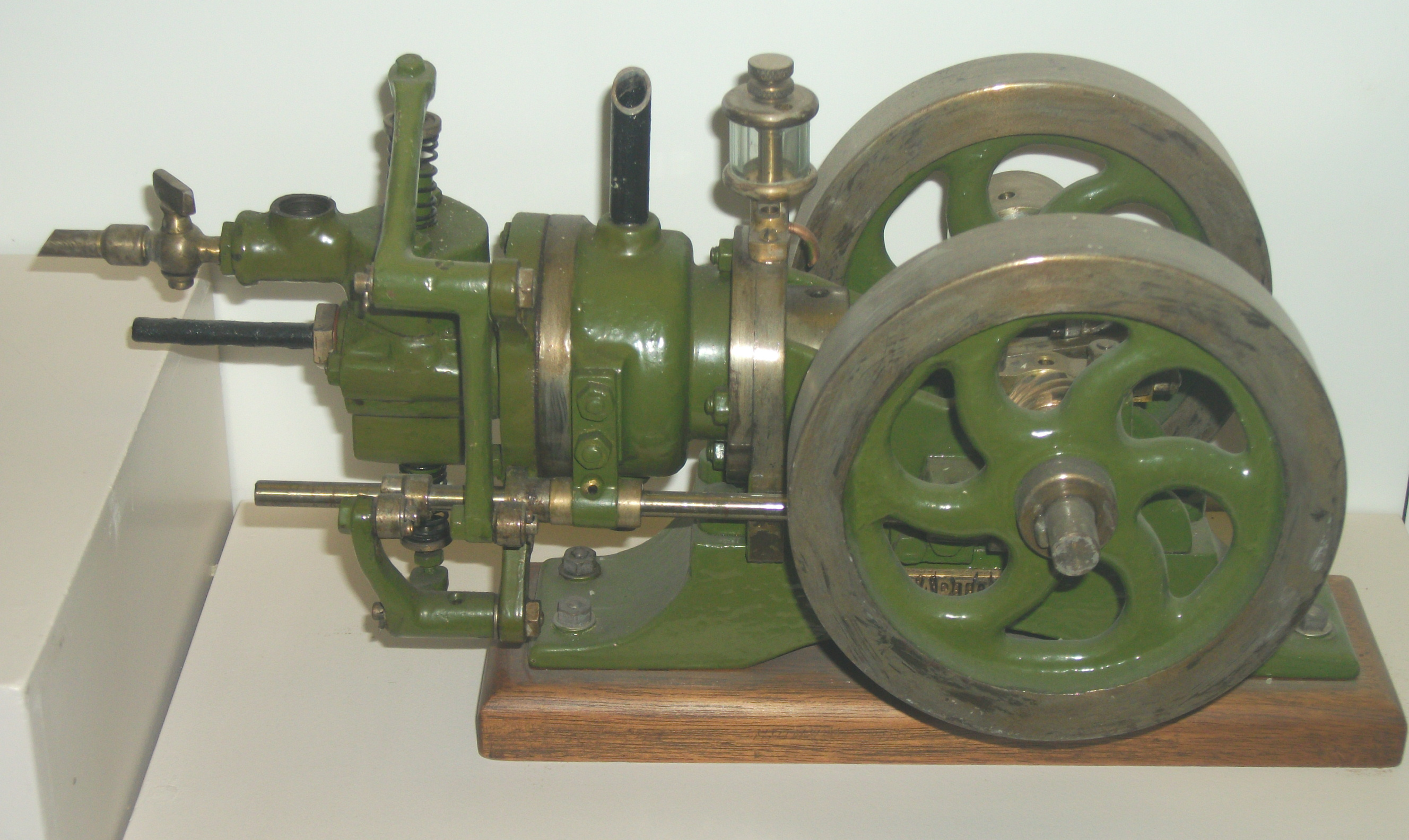
یک موتور گازی تیپ S شرکت Hartop.

سازندگان کنونی موتور گازی شامل شرکت‌های صنایع سنگین هیوندای، صنایع سنگین کاوازاکی، ام‌تی‌یو فریدریشسهافن، جینباخر، جی‌ئی انرژی، کاترپیلار، وارتسیلا، پرکینز، کامینز، دویتس آگ، آی‌ایچ‌آی، ام‌آان، زیمنس، یانمار و صنایع سنگین دوسان می‌باشند.